# Phytocrene hirsuta
Phytocrene hirsuta är en tvåhjärtbladig växtart som beskrevs av Carl Ludwig von Blume. Phytocrene hirsuta ingår i släktet Phytocrene och familjen Icacinaceae. Inga underarter finns listade i Catalogue of Life.